# برگدورف (آیداهو)
برگدورف (به انگلیسی: Burgdorf) یک منطقهٔ مسکونی در ایالات متحده آمریکا است که در آیداهو واقع شده‌است.